# Цей сучасний вік
Цей сучасний вік (англ. This Modern Age) — американська драма режисера Ніка Грінда 1931 року.

## Сюжет
Валентайн Вінтерс відправляється в Париж, щоб зустрітися зі своєю розлученою матір'ю, якого вона ніколи не знала. Вона зв'язується з розсіяним Тоні, і коли їх машина перевертається на трасі, їх рятує гарвардський футболіст Боб. Під час знайомства Валентайн з батьками Боба раптово з'являється п'яний Тоні і з'ясовується, що її мати протягом п'яти років була коханкою багатого Андре. Батьки Боба з огидою йдуть, але це не стає перешкодою для кохання між молодими людьми.

## У ролях
- Джоан Кроуфорд — Валентина «Вал» Вінтерс
- Полін Фредерік — Діана «Ді» Вінтерс
- Ніл Гемілтон — Роберт «Боб» Блейк-молодший
- Монро Оуслі — Тоні Джирард
- Гобарт Босворт — містер Роберт Блейк-старший
- Емма Данн — місіс Маргарет Блейк
- Альберт Конті — Андре де Грейгнон
- Адріенна Д'Амбрікур — Мері, економка
- Марсель Кордей — Еліс, покоївка